# Gemeiner Wimpelfisch
Der Gemeine Wimpelfisch (Heniochus acuminatus) ist eine Art aus der Familie der Falterfische. 
Der Fisch hat einen weißen, hochrückigen und seitlich abgeflachten Körper. Charakteristisch für ihn sind der zu einer langen weißen Fahne ausgezogene vordere Teil der Rückenflosse und die zwei schwarzen Querstreifen. Die Schwanzflosse und der hintere weichstrahlige Teil der Rückenflosse sind gelb. 
Der Gemeine Wimpelfisch erreicht eine Länge von bis zu 25 cm. Er lebt allein, paarweise oder in kleinen Gruppen im Indopazifik bis zu den Marshallinseln. Er ist nur an küstennahen Riffen zu finden.
Wimpelfische ernähren sich von Zooplankton.
Der attraktiv gefärbte Gemeine Wimpelfisch ist häufig in öffentlichen Meeresaquarien zu sehen.